# Canton de Saint-Maximin-la-Sainte-Baume
Le canton de Saint-Maximin-la-Sainte-Baume est une circonscription électorale française située dans le département du Var et la région Provence-Alpes-Côte d'Azur.

## Géographie
Ce canton est organisé autour de Saint-Maximin-la-Sainte-Baume dans l'arrondissement de Brignoles. Son altitude varie de 162 m (Châteauvert) à 872 m (Pourrières).

## Histoire
Par décret du 27 février 2014, le nombre de cantons du département est divisé par deux, avec mise en application aux élections départementales de mars 2015. Le canton de Saint-Maximin-la-Sainte-Baume est conservé et s'agrandit. Il passe de 8 à 19 communes.

## Représentation

### Conseillers généraux de 1833 à 2015
| Période | Période           | Identité                                          | Étiquette           | Qualité |
| ------- | ----------------- | ------------------------------------------------- | ------------------- | --- |
| 1833    | 1845              | Jean Joseph Antoine Madon (1784-1868)             |                     | Propriétaire Maire de Saint-Maximin-la-Sainte-Baume                                                                                      |
| 1845    | 1852              | Joseph Paul Gaimard                               |                     | Chirurgien en chef de la Marine en retraite Président de la commission scientifique du Nord                                              |
| 1852    | 1861              | Louis Rostan                                      |                     | Avocat et archéologue Ancien maire de Saint-Maximin-la-Sainte-Baume                                                                      |
| 1861    | 1870              | Lucien Alphonse Hilarion Boyer                    |                     | Médecin du Sénat, Paris |
| 1870    | 1871              | Félix Marius Bonfils                              |                     | Propriétaire à Saint-Maximin-la-Sainte-Baume                                                                                             |
| 1871    | 1871 (annulation) | Louis Toussaint Benoît Ildephonse de Clappiers    |                     | Magistrat Propriétaire à Saint-Maximin-la-Sainte-Baume                                                                                   |
| 1872    | 1874              | Henri Dutasta                                     | Républicain Radical | Professeur de philosophie Maire de Toulon (1878-1888)                                                                                    |
| 1874    | 1886              | Charles Emile Moutte                              | Républicain         | Journaliste et homme de lettres à Marseille                                                                                              |
| 1886    | 1889 (démission)  | Joseph Clément Romain Stanislas Clément           | Républicain Radical | Notaire à Pourrières Propriétaire à Salernes, conseiller d'arrondissement                                                                |
| 1889    | 1892              | Barthélemy Bœuf                                   | Républicain         | Maire de Saint-Raphaël |
| 1892    | 1919              | Stanislas Fabre                                   | Rad.                | Médecin à Saint-Maximin-la-Sainte-Baume                                                                                                  |
| 1919    | 1929 (décès)      | Lucien Féraud                                     | Rad.                | Maire de Saint-Maximin-la-Sainte-Baume                                                                                                   |
| 1929    | 1931              | Georges de Régis de Gatimel (gendre du précédent) | URD                 | Propriétaire du château de La Rostolane à Puyricard                                                                                      |
| 1931    | 1940 (décès)      | Jules Michel                                      | SFIO puis PSdF      | Négociant Maire de Pourrières (1904-1935), ancien conseiller d'arrondissement                                                            |
| 1945    | 1955              | Victorin Henry (1890-1981)                        | SFIO                | Cultivateur Maire de Rougiers (1921-1971), ancien conseiller d'arrondissement Dirigeant d’organisations viticoles varoises et nationales |
| 1955    | 1985              | Paul Barles                                       | DVG puis PS         | Maire de Saint-Maximin-la-Sainte-Baume (1959-1977)                                                                                       |
| 1985    | 1998              | Émile Olivier                                     | PS puis DVD         | Régisseur d’un domaine viticole Maire de Saint-Maximin-la-Sainte-Baume (1977–1989 et 1993–1995)                                          |
| 1998    | 2015              | Horace Lanfranchi                                 | DVD puis UMP        | Président du Conseil général (2002-2015) Adjoint au maire de Saint-Maximin-la-Sainte-Baume (Maire de 1995 à 2002)                        |

### Conseillers d'arrondissement (de 1833 à 1940)
| Période                                  | Période          | Identité                                                        | Étiquette   | Qualité |
| ---------------------------------------- | ---------------- | --------------------------------------------------------------- | ----------- | --- |
| 1833                                     | 1848             | Benoit-Joseph-Louis-Gabriel de Gasquet de Villeneuve de Valette |             | Propriétaire à Saint-Maximin                                                                                |
| 1848                                     | 1852             | Amable-Magloire Moutte (1777-1853)                              |             | Directeur des postes, propriétaire à Saint-Maximin                                                          |
| 1852                                     | 1858             | Jules-Augustin-Émilien-Laurent Jaubert (1819-1876)              |             | Avocat et avoué à Brignoles                                                                                 |
| 1858                                     | 1870             | Hercule-Mars Gaimard (1796-1878)                                |             | Propriétaire, maire de Saint-Zacharie                                                                       |
| 1870                                     | 1874             | Joseph-Marius-Ernest Pothonier                                  |             | Notaire à La Verdière                                                                                       |
| 1874                                     | 1878             | Jacques Nivière (1810-1878)                                     |             | Maitre d'hôtel, propriétaire à Nans                                                                         |
| 1878                                     | 1880             | Joseph-Clément-Stanislas-Romain Clément                         | Républicain | Notaire à Pourrières                                                                                        |
| 1881                                     | 1886             | Léopold-Colin Silvy (1835-1890)                                 |             | Entrepreneur de travaux publics à Pourrières                                                                |
| 1886                                     | 1892             | Joseph-François Artuphel                                        |             | Fabricant de moellons, maire de Saint-Zacharie                                                              |
| 1892                                     | 1895             | Louis-Marius Allard                                             |             | Propriétaire, maire de Pourcieux                                                                            |
| 1895                                     | 1907             | Pascal Barbaroux                                                |             | Propriétaire, maire de Rougiers                                                                             |
| 1907                                     | 1909 (démission) | Louis Isnard                                                    |             | Propriétaire à Saint-Zacharie                                                                               |
| 1910                                     | 1919             | Jules Michel                                                    | SFIO        | Commerçant, maire de Pourrières (1904-1935)                                                                 |
| 1919                                     | 1922             | Adolphe Moutte                                                  |             | Maire de Pourcieux                                                                                          |
| 1922                                     | 1940             | Victorin Henry (1890-1981)                                      | SFIO        | Cultivateur, maire de Rougiers (1921-1971)                                                                  |
| 1940                                     |                  |                                                                 |             | Les conseils d'arrondissement ont été suspendus par la loi du 12 octobre 1940 et n'ont jamais été réactivés |
| Les données manquantes sont à compléter. |                  |                                                                 |             | |

### Conseillers départementaux depuis 2015
| Période élective | Période élective | Mandat | Mandat   | Identité                               | Nuance | Nuance | Qualité |
| ---------------- | ---------------- | ------ | -------- | -------------------------------------- | ------ | ------ | --- |
| 2015             | 2021             | 2015   | 2021     | Sébastien Bourlin                      |        | DVD    | Professeur associé Université d'Aix-en-Provence en disponibilité Maire de Pourrières 12e Vice-président du Département. |
| 2015             | 2021             | 2015   | 2021     | Séverine Vincendeau                    |        | DVD    | Assistante de direction Adjointe au maire de Rians                                                                      |
| 2021             | 2028             | 2021   | 2022     | Sébastien Bourlin                      |        | DVD    | Conseiller sortant |
| 2021             | 2028             | 2021   | 2022     | Séverine Vincendeau                    |        | DVD    | Conseillère sortante |
| 2021             | 2028             | 2023   | en cours | Stéphane Arnaud (Élection partielle)   |        | DIV    | Chef d'entreprise Maire de Seillons-Source-d'Argens (depuis 2014)                                                       |
| 2021             | 2028             | 2023   | en cours | Vesselina Garello (Élection partielle) |        | DVC    | Conseillère municipale d'opposition de Saint-Maximin-la-Sainte-Baume (depuis 2014)                                      |

### Résultats détaillés

#### Élections de mars 2015
À l'issue du 1er tour des élections départementales de 2015, deux binômes sont en ballottage : Geneviève Blanc et Jean-Philippe Lecoinnet (FN, 38,28 %) et Sébastien Bourlin et Séverine Vincendeau (Union de la Droite, 25,8 %). Le taux de participation est de 50,63 % (19 204 votants sur 37 928 inscrits) contre 49,77 % au niveau départemental et 50,17 % au niveau national.
Au second tour, Sébastien Bourlin et Séverine Vincendeau (Union de la Droite) sont élus avec 53,78 % des suffrages exprimés et un taux de participation de 51,91 % (9 612 voix pour 19 686 votants et 37 924 inscrits).

#### Élections de juin 2021
Le premier tour des élections départementales de 2021 est marqué par un très faible taux de participation (33,26 % au niveau national). Dans le canton de Saint-Maximin-la-Sainte-Baume, ce taux de participation est de 33,15 % (13 666 votants sur 41 229 inscrits) contre 33,03 % au niveau départemental. À l'issue de ce premier tour, deux binômes sont en ballottage : Michaël Granier et Laurence Menichini Verdonck (RN, 32,63 %) et Sebastien Bourlin et Severine Vincendeau (DVD, 23,56 %).
Le second tour des élections est marqué une nouvelle fois par une abstention massive équivalente au premier tour. Les taux de participation sont de 34,36 % au niveau national, 36,4 % dans le département et 34,45 % dans le canton de Saint-Maximin-la-Sainte-Baume. Sebastien Bourlin et Severine Vincendeau (DVD) sont élus avec 57,45 % des suffrages exprimés (7 656 voix pour 14 207 votants et 41 239 inscrits),,.

#### Élections de mars 2023
À la suite de l'invalidation de l'élection cantonale de juin 2021, une nouvelle élection est organisée les 5 et 12 mars 2023. Le nouveau binôme élu est composé de Stéphane Arnaud, maire de Seillons-Source-d'Argens et Vesselina Garello, conseillère municipale de Saint-Maximin-la-Ste-Baume. Ils remportent l'élection au second tour face aux candidats du Rassemblement national avec 60.3% des suffrages exprimés.

## Composition

### Composition avant 2015

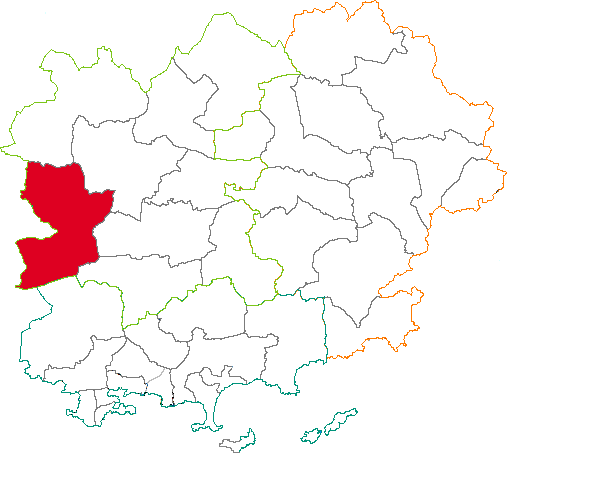
Situation du canton de Saint-Maximin-la-Sainte-Baume dans le département du Var avant 2015.

Le canton de Saint-Maximin-la-Sainte-Baume regroupait huit communes.
| Nom                                       | Code Insee | Codepostal | Superficie (km2) | Population (dernière pop. légale) | Densité (hab./km2) |
| ----------------------------------------- | ---------- | ---------- | ---------------- | --------------------------------- | ------------------ |
| Saint-Maximin-la-Sainte-Baume (chef-lieu) | 83116      | 83470      | 64,13            | 14 734 (2012)                     | 230                |
| Nans-les-Pins                             | 83087      | 83860      | 47,99            | 4 153 (2012)                      | 87                 |
| Ollières                                  | 83089      | 83470      | 39,66            | 627 (2012)                        | 16                 |
| Plan-d'Aups-Sainte-Baume                  | 83093      | 83640      | 24,91            | 1 859 (2012)                      | 75                 |
| Pourcieux                                 | 83096      | 83470      | 21,23            | 1 173 (2012)                      | 55                 |
| Pourrières                                | 83097      | 83910      | 56,32            | 4 543 (2012)                      | 81                 |
| Rougiers                                  | 83110      | 83170      | 20,53            | 1 568 (2012)                      | 76                 |
| Saint-Zacharie                            | 83120      | 83640      | 27,02            | 5 013 (2012)                      | 186                |

### Composition depuis 2015
Le canton de Saint-Maximin-la-Sainte-Baume regroupe 19 communes entières.
| Nom                                                   | Code Insee | Intercommunalité                        | Superficie (km2) | Population (dernière pop. légale) | Densité (hab./km2) | Modifier                                    |
| ----------------------------------------------------- | ---------- | --------------------------------------- | ---------------- | --------------------------------- | ------------------ | ------------------------------------------- |
| Saint-Maximin-la-Sainte-Baume (bureau centralisateur) | 83116      | CA de la Provence Verte                 | 64,13            | 17 691 (2022)                     | 276                | modifier les données · modifier les données |
| Artigues                                              | 83006      | CC Provence Verdon                      | 31,85            | 286 (2022)                        | 9,0                | modifier les données · modifier les données |
| Barjols                                               | 83012      | CC Provence Verdon                      | 30,06            | 2 995 (2022)                      | 100                | modifier les données · modifier les données |
| Bras                                                  | 83021      | CA de la Provence Verte                 | 34,93            | 2 617 (2022)                      | 75                 | modifier les données · modifier les données |
| Brue-Auriac                                           | 83025      | CC Provence Verdon                      | 36,73            | 1 456 (2022)                      | 40                 | modifier les données · modifier les données |
| Châteauvert                                           | 83039      | CA de la Provence Verte                 | 27,52            | 144 (2022)                        | 5,2                | modifier les données · modifier les données |
| Esparron                                              | 83052      | CC Provence Verdon                      | 30,04            | 370 (2022)                        | 12                 | modifier les données · modifier les données |
| Ginasservis                                           | 83066      | CC Provence Verdon                      | 37,47            | 2 036 (2022)                      | 54                 | modifier les données · modifier les données |
| Ollières                                              | 83089      | CA de la Provence Verte                 | 39,66            | 638 (2022)                        | 16                 | modifier les données · modifier les données |
| Pontevès                                              | 83095      | CC Provence Verdon                      | 41,07            | 764 (2022)                        | 19                 | modifier les données · modifier les données |
| Pourcieux                                             | 83096      | CA de la Provence Verte                 | 21,23            | 1 564 (2022)                      | 74                 | modifier les données · modifier les données |
| Pourrières                                            | 83097      | CA de la Provence Verte                 | 56,32            | 5 620 (2022)                      | 100                | modifier les données · modifier les données |
| Rians                                                 | 83104      | CC Provence Verdon                      | 96,87            | 4 245 (2022)                      | 44                 | modifier les données · modifier les données |
| Saint-Julien                                          | 83113      | CC Provence Verdon                      | 75,88            | 2 399 (2022)                      | 32                 | modifier les données · modifier les données |
| Saint-Martin-de-Pallières                             | 83114      | CC Provence Verdon                      | 26,33            | 271 (2022)                        | 10                 | modifier les données · modifier les données |
| Seillons-Source-d'Argens                              | 83125      | CC Provence Verdon                      | 25,11            | 2 717 (2022)                      | 108                | modifier les données · modifier les données |
| Varages                                               | 83145      | CC Provence Verdon                      | 35,11            | 1 170 (2022)                      | 33                 | modifier les données · modifier les données |
| La Verdière                                           | 83146      | CC Provence Verdon                      | 68,16            | 1 674 (2022)                      | 25                 | modifier les données · modifier les données |
| Vinon-sur-Verdon                                      | 83150      | CA Durance-Luberon-Verdon Agglomération | 36,00            | 4 387 (2022)                      | 122                | modifier les données · modifier les données |
| Canton de Saint-Maximin-la-Sainte-Baume               | 8313       |                                         | 814,47           | 53 044 (2022)                     | 65                 | modifier les données                        |

## Démographie

### Démographie avant 2015
| 1962  | 1968  | 1975  | 1982   | 1990   | 1999   | 2006   | 2011   | 2012   |
| ----- | ----- | ----- | ------ | ------ | ------ | ------ | ------ | ------ |
| 6 934 | 7 627 | 8 886 | 12 158 | 19 987 | 26 924 | 31 322 | 33 289 | 33 670 |

### Démographie depuis 2015
En 2022, le canton comptait 53 044 habitants, en évolution de +5,02 % par rapport à 2016 (Var : +4,98 %, France hors Mayotte : +2,11 %).
| 2013   | 2018   | 2022   |
| ------ | ------ | ------ |
| 48 606 | 50 830 | 53 044 |